# Order Matyldy
Order Matyldy (duń. Mathildeordenen) – order Królestwa Danii ustanowiony 27 stycznia 1771, w dniu urodzin króla Chrystiana VII Oldenburskiego, przez jego małżonkę królową Karolinę Matyldę Brytyjską; od jej drugiego imienia wzięła się nazwa tego odznaczenia, które zastąpiło dotychczasowy Order Wierności. Order nadawany był przez niecały rok, aż do uwięzienia królowej wraz z jej kochankiem Johannem Friedrichem Struenseem, a został zniesiony wraz z wygnaniem królowej z Danii 17 stycznia 1772.
Statut orderu przewidywał odznaczenie maksymalnie 24 osób.
Dawny Order Wierności należało zwrócić w przypadku odznaczenia Orderem Matyldy. Tak samo działo się po śmierci wyróżnionego – dziedziczący oddawali order królowej (podobnie jak wszystkie inne duńskie ordery i niektóre medale zwraca się do kancelarii królewskiej po dziś dzień).

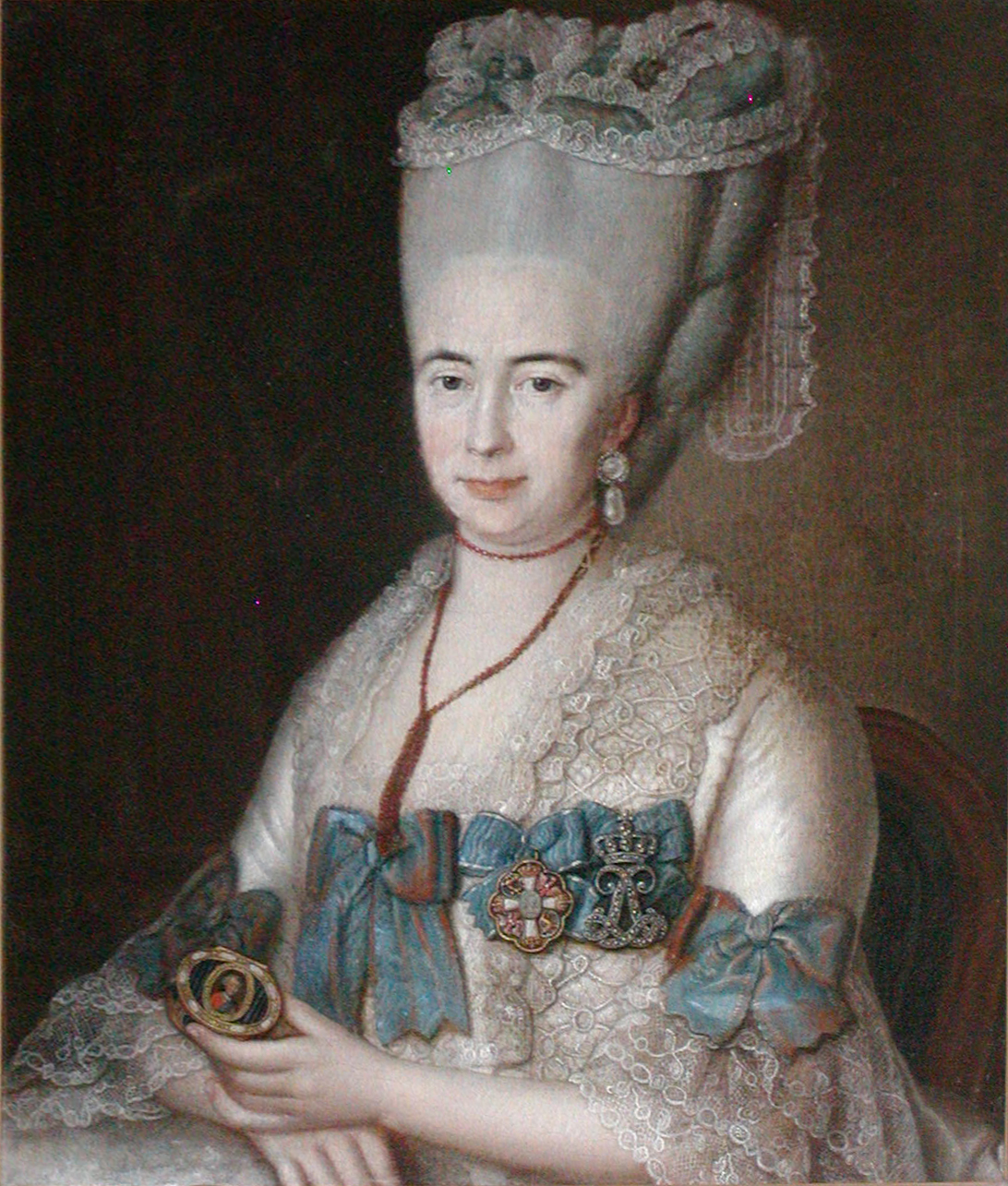
Ochmistrzyni dworu Margrethe von der Lühe z kokardami Orderu Wierności i Orderu Matyldy przypiętymi do sukni.

Odznaka miała formę stylizowanej litery M otoczonej owalną ramką, którą wieńczyła korona królewska; wszystkie te trzy elementy wykonane były z diamentów. U dołu i z boków umieszczono wieniec laurowy wysadzany perłami.
Odznaka mocowana była do jasnonoczerwonej wstęgi z trzema srebrnymi paskami. W przypadku mężczyzn wstęga noszona była na szyi, a w przypadku kobiet wiązano ją w kokardę.

## Odznaczeni
Łącznie odznaczono co najmniej czternaście osób z najbliższego otoczenia pary królewskiej:
- król Chrystian VII Oldenburg
- królowa małżonka Karolina Matylda Hanowerska
- królowa wdowa Juliana Maria Brunszwicka (macocha króla)
- książę Fryderyk Oldenburg (przyrodni brat króla)
- baronowa Caroline von Schimmelmann
- hrabina Christine Sophie von Gähler
- hrabina Amalie Sophie Holstein til Holsteinsborg
- hrabia Schack Carl Rantzau (generał-porucznik)
- hrabia Adolph Siegfried von der Osten (minister, tajny radca)
- hrabia Peter Elias von Gähler (generał-porucznik)
- hrabia Enevold Brandt (szambelan)
- hrabia Johann Friedrich Struensee (premier)
- hrabina Louise von Plessen (b. ochmistrzyni dworu)
- hrabina Margrethe von der Lühe (ochmistrzyni dworu)